# Orden de los Comisarios

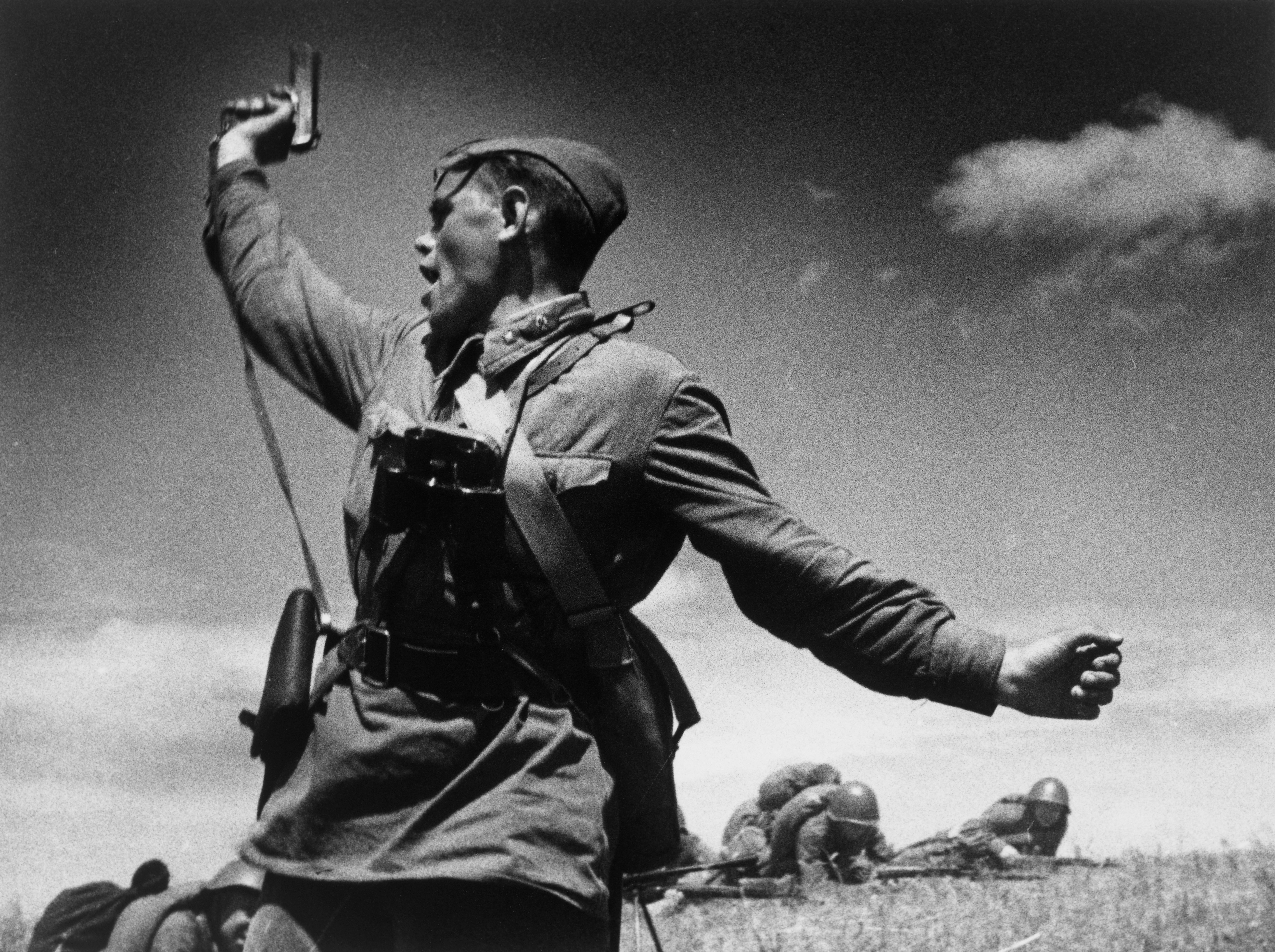
Foto Kombat. Un comisario político soviético arenga a sus tropas en Voroshilovgrado, Ucrania, 1942. La eliminación de los comisarios políticos soviéticos era el principal objetivo de la directiva Der Kommissarbefehl.

La Orden de los Comisarios (en alemán: Der Kommissarbefehl; Oficialmente Orden N.º 44822) fue una de las órdenes criminales de cumplimiento obligatorio emitida por el Alto Mando del Ejército alemán (OKH) el 6 de junio de 1941 antes de la Operación Barbarroja. Su nombre oficial era «Pautas para el tratamiento de los comisarios políticos» (en alemán: Richtlinien für die Behandlung politischer Kommissare). Instruyó a la Wehrmacht que cualquier comisario político soviético identificado entre las tropas capturadas fuera ejecutado sumariamente como un supuesto ejecutor de la ideología del «judeo-bolchevismo» en las fuerzas militares. Es una de una serie de órdenes criminales emitidas por el Alto Mando de la Wehrmacht (OKW). Según la orden, todos aquellos prisioneros que fueran identificados como «profundamente bolchevizados o como representantes activos de la ideología bolchevique» también debían ser ejecutados.

## Antecedentes
El 24 de mayo de 1941, Hitler y su OKW encabezado por el mariscal Wilhelm Keitel y del OKH con Franz Halder como Jefe de Estado Mayor se reunieron para definir directrices sobre la ejecución de la Operación Barbarroja en la Unión Soviética, una de las iniciativas tomadas de aquella reunión fue la llamada «Orden de los Comisarios»  que ordenaba a la Wehrmacht  ejecutar sumariamente a los comisarios políticos soviéticos que se resistiesen apenas se capturasen, negándoseles el tratamiento de prisionero de guerra, siendo esta directriz una abierta violación al Convenio Internacional sobre  Tratamientos de Prisioneros de Guerra.  La directriz N.º 44713 del 24 de mayo inicialmente se llamó Richtlinien für die Behandlung Politischer Kommissare o Directriz para el Tratamiento de los Comisarios Políticos.
La orden N.º 44822 fue emitida verbalmente por Hitler, firmada por el general Walter Warlimont, representante de Keitel el 6 de junio de 1941 y basándose en la Orden Ejecutiva 44713 emanada sin firma por orden de Hitler y refrendada por el general  Walter von Brauchitsch el 24 de mayo de 1941.  La instrucción debía darse verbalmente a la oficialidad. Los comandantes de ejércitos a su vez hicieron llegar sus propios comunicados a la oficialidad bajo su mando.

### Texto
- Nº 44822-"ALTO SECRETO".-6-06-1941- ¡Transmisión sólo a través de oficiales!
Directivas para el Tratamiento de los Comisarios Políticos.
Jefe de Oberkommandos
Gz.Walter Warlimont
En la lucha contra el bolchevismo no se ha de esperar que el enemigo actúe de acuerdo con los principios de Humanidad o Ley Internacional. En particular, debe esperarse un tratamiento vengativo, cruel e inhumano por parte de los Comisarios políticos de todos los tipos, dado que son ellos los líderes de la resistencia en la práctica.
Las tropas deben darse cuenta de que:
1) En esta lucha, la indulgencia y la consideración de las Leyes Internacionales están fuera de lugar el tener que tratar con estos elementos. Ellos constituyen un peligro para su propia seguridad y la rápida pacificación de los territorios conquistados.
2) Los creadores de los bárbaros métodos de guerra asiáticos son los Comisarios políticos. En consecuencia, deben ser tratados con la mayor severidad, de inmediato y sumariamente.
Por lo tanto, serán liquidados de inmediato cuando sea capturados en combate u ofreciendo resistencia.
Para el resto, se aplicarán las siguientes directivas:
I. Zona de combate.
1) Los Comisarios políticos que se opongan a nuestras tropas serán tratados de acuerdo con el decreto que establece la aplicación de la ley marcial en el área de Barbarroja. Esto es aplicable a los Comisarios de cualquier tipo y rango, incluso si sólo son sospechosos de resistencia, sabotaje o instigación a los mismos.
Tomar como referencia la “Directiva concerniente a la conducción de las tropas en Rusia.”
2) Los Comisarios políticos como órganos de las tropas enemigas son reconocibles por una insignia especial con la estrella roja con martillo y hoz de oro cruzadas sobre las mangas. Han de ser separados de inmediato, es decir, todavía sobre el campo de batalla, de los prisioneros de guerra. Es necesario evitar que puedan ejercer su influencia sobre los prisioneros de guerra de ningún modo. Estos Comisarios no serán reconocidos como soldados, la protección de prisioneros de guerra por la Ley Internacional no es aplicable a ellos. Serán liquidados después de separarlos de la tropa.
3) Los Comisarios políticos que no hayan cometido o no sean sospechosos de ataques hostiles no serán ejecutados por el momento. Sólo después de una penetración más profunda hacia el interior del país será posible decidir si los oficiales que hayan quedado atrás pueden quedarse donde están o si han de ser entregados a los Sonderkommandos (Comandos Especiales). Preferiblemente estos últimos deberían decidir sobre este punto.
Como principio, al decidir acerca de la cuestión de si es “culpable o no culpable”, la impresión personal que se pueda tener a partir de la mentalidad y actitud del Comisario tendrá preferencia sobre hechos que puede que sean indemostrables.
4) En los casos 1 y 2, se enviará un mensaje breve sobre el incidente:
a) por parte de las unidades divisionales a los cuarteles generales divisionales (Oficial de Inteligencia).
b) por parte de las tropas directamente a las órdenes de un cuerpo, un ejército, un grupo de ejércitos o un grupo Panzer,a sus cuarteles generales respectivos (Oficial de Inteligencia).
5) Ninguna de las medidas mencionadas arriba deben obstruir las operaciones. Nuestras tropas, por tanto, no llevarán a cabo registros metódicos ni acciones de rastreo.
II. En la Zona de Comunicaciones.
Los Comisarios que sean arrestrados en la zona de comunicaciones como resultado de una actitud dudosa serán entregados a los Einsatzgruppen o Einsatzkommandos de la Policía de Seguridad (Servicio de Seguridad).
III. Limitaciones de los Consejos de Guerra y de los Tribunales Sumarios.
No hay que encargar a los consejos de guerra y a los tribunales sumarios de regimiento y otros comandantes la ejecución de las medidas tratadas en los puntos I y II.
-"Te encomendamos a seguir la guía!
 ¡Viva el Socialismo Nacional"-.
Executive Kommando Order-Der Kommissarbefehl Nº 44822 6-06-1941 (traducción literal)

## Facsímiles Orden N.º 44822

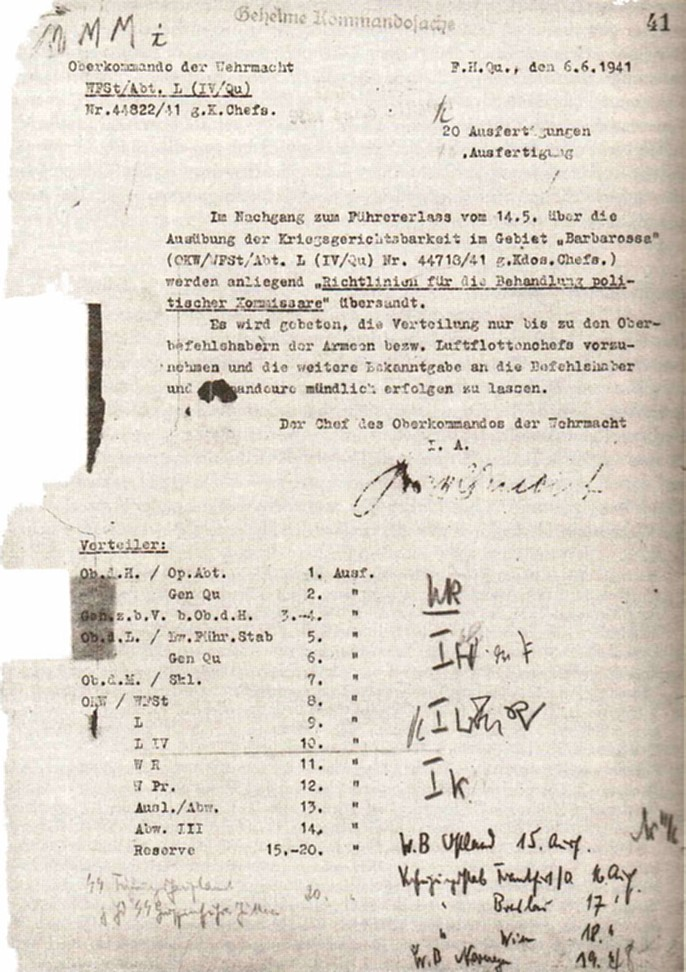
página 1.
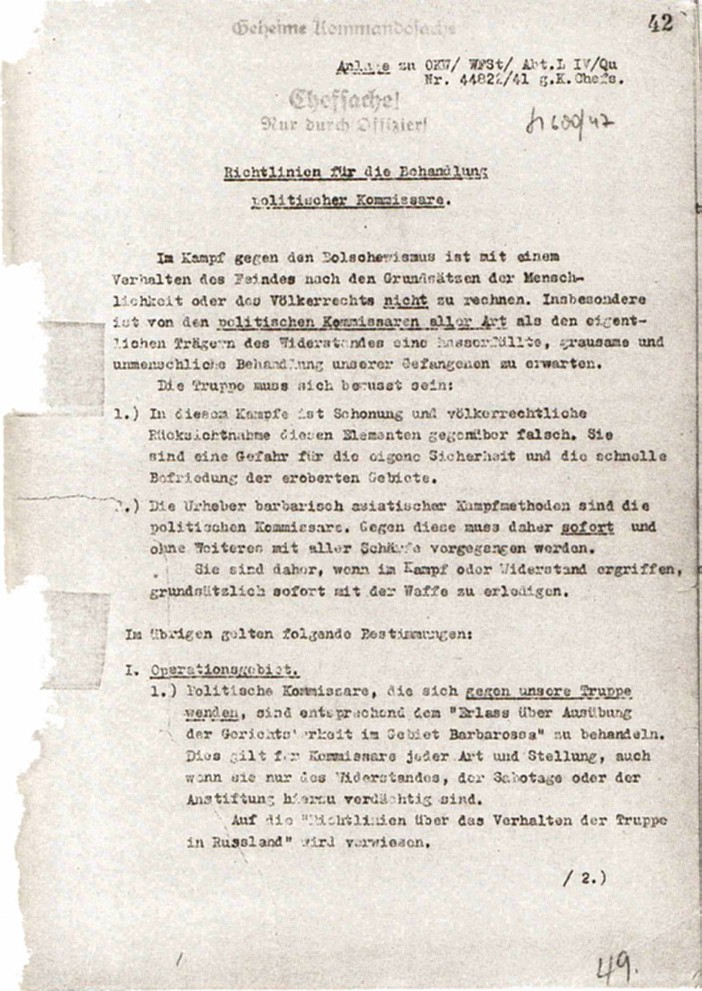
página 2.
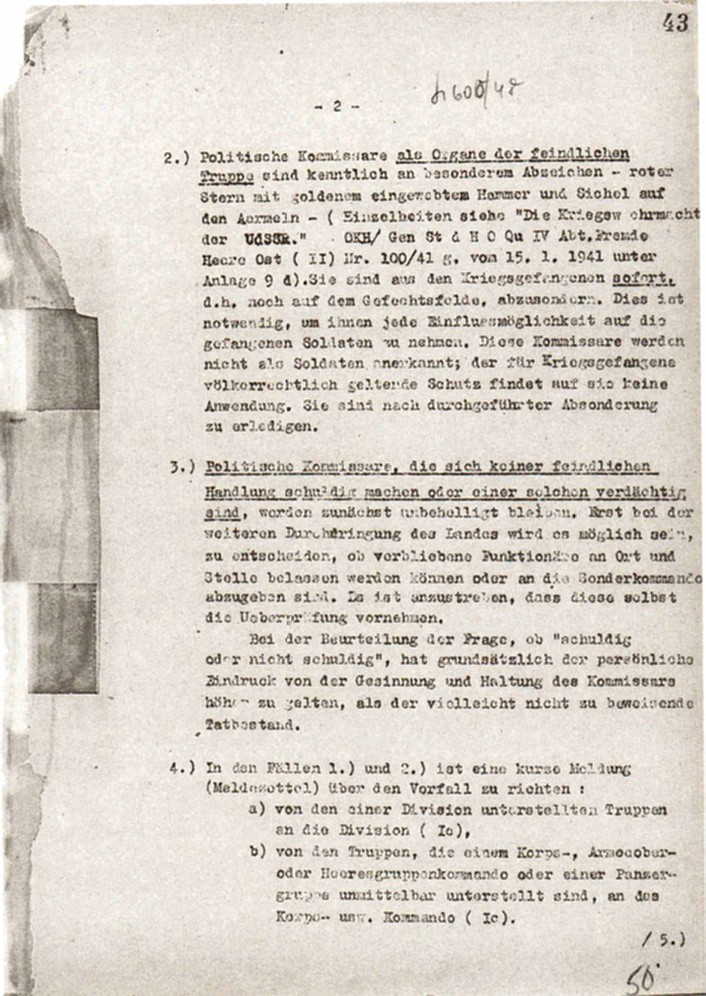
página 3.
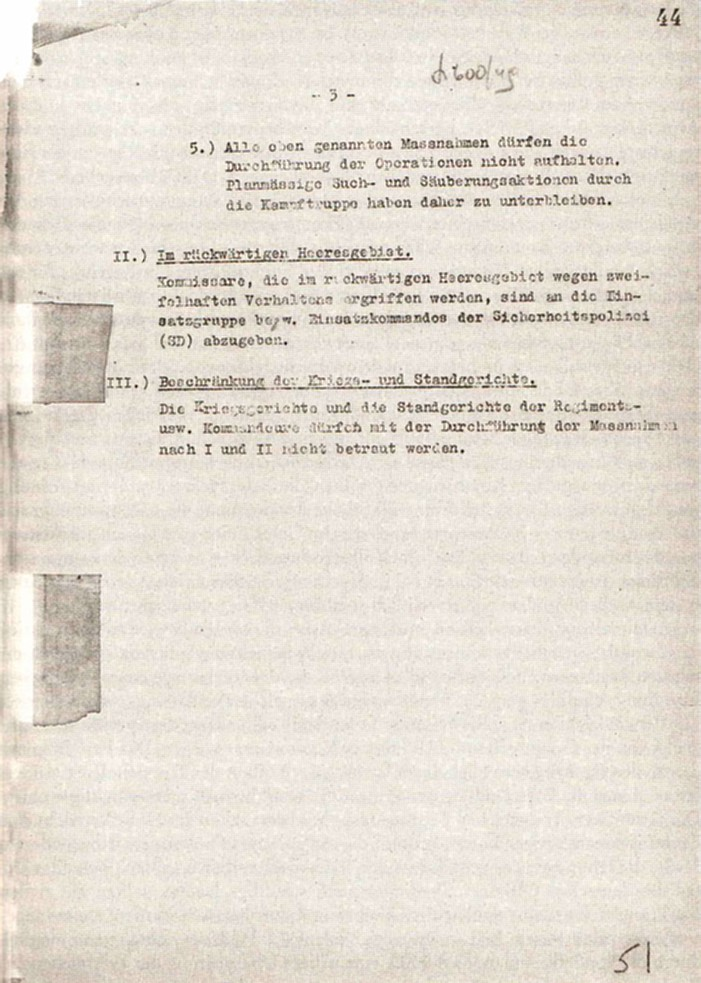
página 4.

## Directiva N.º 516
El 23 de septiembre de 1941, ante ciertos desacatos y por las dudas acerca del origen y utilidad de la directiva N.º 44822 en la oficialidad de la Wehrmacht,  por instrucción de Hitler a Wilhelm Keitel, el OKH mediante firma del general Eugen Müller, representante de Franz Halder, se emitió la Directiva N.º 516 que refrendaba la Orden de los Comisarios. Esta directiva un poco más suave consideraba que los comisarios capturados debían ser eliminados, pero no a la vista de los soldados capturados para de este modo favorecer la deserción de las tropas soviéticas ante el relajamiento del liderazgo del Mando Rojo, muchos de los comisarios políticos capturados fueron llevados a campos de concentración y gaseados en el momento de ingresar.

## Consecuencias
Los comisarios políticos denominados en ruso, Zampolit, que bien podían ser hombres o mujeres (usadas por lo general en puestos artilleros o asistentes de comandantes) eran identificados inicialmente por los distintivos de su uniforme, que se coronaba con una chapa circular de la hoz y el martillo en su gorra.
Aunque  los comandantes de ejércitos de la Wehrmacht  tales como el mariscal Erich von Manstein y el general Heinz Guderian se expresaron contra la Directiva N.º 516, en los hechos no dejó de ser aplicada; otros oficiales como el mariscal Walter von Reichenau fueron muy destacados en su aplicación para beneplácito del régimen nazi. Paralelamente, las Waffen SS y sus divisiones más temibles como la 3.ª División SS Totenkopf o la 14.ª División de Granaderos SS se destacaron prontamente en la ejecución de la directriz al ser las unidades militares germanas más ideologizadas, pero en muchos casos este trabajo inmisericorde se les dejaba a los escuadrones Einsatzgruppen que venían por la retaguardia. 
En 1941, Stalin anuló las funciones de los comisarios políticos en todo el frente para liberar supuestamente de interferencias políticas a los comandantes de ejércitos; cuando en realidad la temible directiva alemana raleaba las filas de comisarios que varias veces se pasaban al enemigo como soldados rasos (como "colaboradores" o Hiwis) resquebrajando la moral de los combatientes, mientras los candidatos a suplirlos eran escasos; pero en 1942 fueron reinstaurados en todas sus funciones cuando las tornas de la guerra se volvieron favorables a la URSS hasta que la institución del "comisario" fue suprimida en 1943.
Los registros fotográficos o estadísticos fueron siempre poco fiables o escasos, datos relativamente más aproximados provinieron de los archivos de los Juicios a los comandantes de los escuadrones de la muerte.
La cantidad de comisarios políticos que fueron sumariados o ejecutados en la llamada Gran Guerra Patria ya sea en los campos de batalla o en los campos de concentración alemanes es hasta hoy especulativo.